# ラウエンハーゲン
ラウエンハーゲン (ドイツ語: Lauenhagen) は、ドイツ連邦共和国ニーダーザクセン州シャウムブルク郡のザムトゲマインデ・ニーデルンヴェーレンを構成する町村（以下、本項では便宜上「町」と記述する）の一つである。

## 地理

### 自治体の構成
自治体としてのラウエンハーゲンは、ヒュルスハーゲンおよびラウエンハーゲンの2つの地区から成る。

## 歴史
ラウエンハーゲンは1247年に Lewenhaghen という表記で初めて文献に記録されている。この町には、1253年にはすでにミンデン司教保護下の教会があった。かつて独立した町村だったヒュルスハーゲンは1974年3月1日にラウエンハーゲンに合併した。

## 行政

### 議会
この町の町議会は11議席からなる。

## 経済と社会資本
ラウエンハーゲンから 4 km 南に郡庁所在都市シュタットハーゲンがある。この都市は連邦道B65号線および鉄道ビーレフェルト - ハノーファー線に面している。

## 引用
1. ↑  Landesamt für Statistik Niedersachsen, LSN-Online Regionaldatenbank, Tabelle A100001G: Fortschreibung des Bevölkerungsstandes, Stand 31. Dezember 2023